# Friedrich Carl Völckers

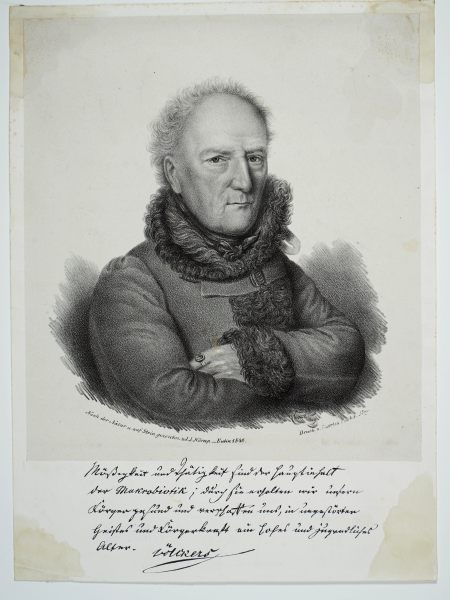
Friedrich Carl Völckers, Porträtlithograohie von Jacob Jensen Hörup (1846)

Friedrich Carl Völckers (* 23. August 1770 in Harburg; † 22. Juli 1866 in Eutin) war ein deutscher Arzt und Großherzoglich Oldenburgischer Hofrat.

## Leben und Wirken
Friedrich Carl Völckers war ein Sohn von Dietrich Ernst Völckers und dessen Ehefrau Marie Friederike, geborene Dürten. Der Vater kam aus einer holländischen Familie von Schiffsbauern aus Groningen. Nach einem Jurastudium an der Universität Göttingen arbeitete er als Amtmann der Rechtspflege im Harburger Amtsbezirk. Die Mutter stammte aus Niedersachsen.
Völckers studierte fünf Jahre an der Universität Göttingen. Nach der Promotion 1793 zum Dr. med. arbeitete er als Physikus in Verden, Wunstorf, Ratzeburg sowie ab 1814 in Eutin. Aus den Unterlagen seines Eutiner Kollegen Christoph Friedrich Hellwag ergibt sich, dass die Eutiner Ärzte zu dieser Zeit in hartem Wettbewerb untereinander standen. Während der Eutiner Zeit gelang es ihm, das Gesundheitswesen zu reformieren, die Standesverordnung der Ärzte zu verbessern und Seuchen zu bekämpfen.
1816 veröffentlichte Völckers „Vorschläge zur Einrichtung einer zweckmäßigeren Medicinal-Verfassung“. Darin bemängelte er eine ungenügende Ausbildung der Mediziner. Er forderte, Ausbildungs- und Prüfungsordnungen einzuführen, bei der angehende Mediziner „nach strenger Prüfung“ ein Zeugnis erhalten sollten. Der Doktortitel solle nur herausgehobenen Ärzten verliehen werden, so Völckers. Aus seiner Sicht seinen „Medicinalaemter als Vereinigungspuncte saemtlicher Aerzte und Wundaerzte in einem Land“ einzurichten. Ärzte sollten als Staatsdiener nur ein geringes Fixgehalt bekommen, denn eine höhere Entlohnung sei nicht im Sinne der ärztlichen Berufsethik, so der Mediziner.
Völckers kritisierte in seinen Schriften die Quacksalber hart. Er forderte, dass den Chirurgen in den Städten und auf dem Land verboten werden solle, chirurgisch oder medizinisch tätig zu werden. In gleicher Weise lehnte er den seinerzeit oftmals verfolgten Aberglauben in der Volksmedizin ab. „Volksarzneybücher“ erachtete er als „wahres Gift“, das durch „gute verstaendliche Semiotik“ zu ersetzen sei. Er schlug vor, in allen Dörfern Literatur zu etablieren, in der „die Zeichen der gefaehrlichen und schnell toedtenden Krankheiten deutlicher angegeben“ seien. Diese könnten Hinweise zu praktischen Anwendung von üblichen Hausmitteln in der frühen Phase der Erkrankung enthalten.
Völckers setzte sich dafür ein, Herstellung und Vertrieb von Medikamenten scharf zu kontrollieren. Hierfür solle man neue Medizinalämter einrichten, die Apotheken überwachen sollten. Man solle die Apotheker nicht mehr als „Materialkrämer“ bezeichnen, sondern ihnen eine passende Ausbildung ermöglichen und sie danach als Gelehrte höheren Ranges behandeln.
Darüber hinaus trat Völckers für die Pockenschutzimpfung ein, die seinerzeit noch nicht ohne Komplikationen verlief. Er trat Vermutungen aus England entgegen, nach denen die Schutzimpfung schädlich sei. Der Mediziner rief dazu auf, die Impfungen standardisiert zu kontrollieren. Außerdem protestierte er scharf gegen Quacksalber, die mit der Impfung Geld verdienen wollten.
Großherzog Friedrich Ludwig von Oldenburg ernannte Völckers aufgrund seiner Verdienste 1839 zum Hofrat und Leibarzt.
Er war verheiratet mit Georgine Friederike Henriette, geb. Meyer (1782–1858). Die beiden hatten mehrere Söhne, von denen der spätere oldenburgische Politiker Ludwig Völckers (1802–1849) der älteste war. Der Augenarzt Carl Völckers (1836–1914) war ein Enkel.

## Werke
- De impestivo evacuantium usu in febris gastricis. Göttingen: Barmeier 1793 (Digitalisat)
- Vorschläge zur Einrichtung einer zweckmäßigern Medicinal-Verfassung. Eutin: Struve 1816